# Solenopsis
Solenopsis (лат.) — род жалящих муравьёв, насчитывающий более 200 видов, обитающих в различных частях мира, и включающий группу опасных инвазивных огненных муравьёв (Solenopsidini).

## Распространение
Всесветное (с учётом инвазивных видов). В России 3 вида: Solenopsis deserticolum  Ruzsky 1905, Solenopsis fugax  (Latreille 1798), Solenopsis japonica  Wheeler 1928  и Solenopsis juliae (Кабардино-Балкарская республика).

## Внешний вид

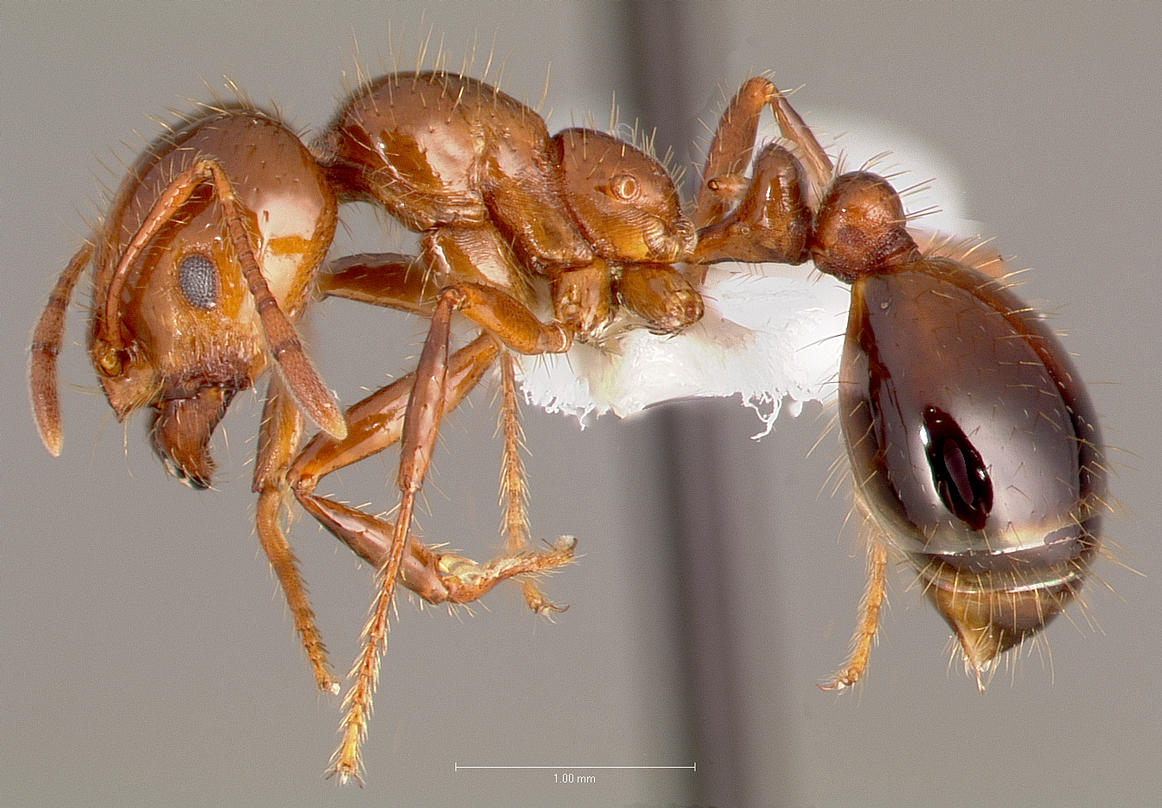
Рабочий Solenopsis invicta

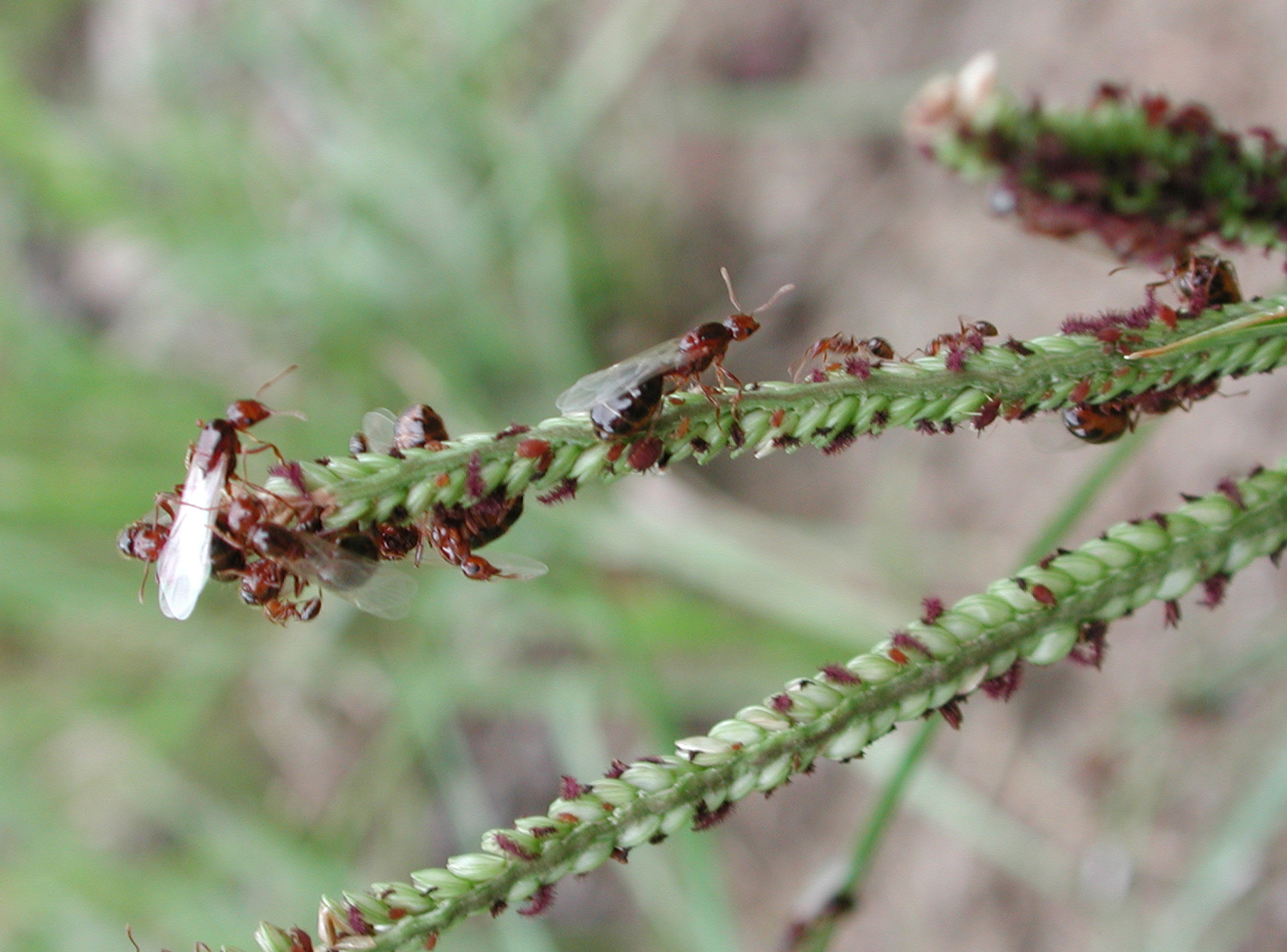
Роение огненных муравьёв

Мелкие муравьи, размер их тела составляет 1—5 мм. Окраска у разных видов варьируется от бледно-жёлтой до красно-коричневой и буровато-чёрной. Тело имеет три отдела: голову, грудь и брюшко, три пары конечностей и пару усиков. Заднегрудка округлая без проподеальных шипиков. Усики рабочих и самок 10—11-члениковые (12—13 у самцов) с 2-члениковой булавой. Формула щупиков 1,2. Встречаются мономорфные, диморфные и сильно полиморфные виды. У огненных муравьёв в одном муравейнике можно обнаружить особей различных размеров.

## Поведение
Типичная колония огненных муравьёв чаще всего строит муравейники на открытых пространствах и питается в основном молодыми побегами растений, семенами и, в редких случаях, сверчками. Огненные муравьи нередко нападают на мелких животных и могут стать причиной их гибели. В отличие от многих других муравьёв, которые наносят укус, а затем впрыскивают в рану кислоту, огненные муравьи кусают, лишь чтобы закрепиться на теле, а затем с помощью жала, находящегося в брюшном отделе, заносят токсичный алкалоидный яд соленопсин, соединение класса пиперидинов. Для человека подобный укус болезнен и по ощущениям сходен с ожогом от огня — благодаря чему эти муравьи и получили своё название, — а для людей с повышенной чувствительностью последствия укуса могут представлять смертельную опасность. Яд обладает как инсектицидным, так и антибиотическим действием. Исследователи полагают, что рабочие муравьи-няньки опрыскивают им расплод, чтобы защитить его от микроорганизмов.
Социальный паразит Solenopsis phoretica обнаружен прикрепившимся к петиолю королевы муравьёв Pheidole dentata.

## Генетика
Диплоидный набор хромосом 2n = 22, 32, 38.

## Систематика
Выделяют около 200 видов, среди которых особую группу Solenopsis saevissima species-group составляют знаменитые своим ядовитым жалом огненные муравьи. В 2018 году проведена реклассификация этой группы.
- Группа Solenopsis tridens species-group
  - Solenopsis substituta, S. tridens
- Группа Solenopsis saevissima species-group
  - Solenopsis metallica, S. daguerrei, S. electra, S. hostilis, S. interrupta, S. invicta, S. macdonaghi, S. megergates, S. pusillignis, S. pythia, S. quinquecuspis, S. richteri, S. saevissima, S. weyrauchi
- Группа Solenopsis geminata species-group
  - S. geminata, S. xyloni, S. amblychila, S. aurea, S. gayi, S. bruesi
- Группа Solenopsis virulens species-group
  - S. virulens

Классификация до 2018 года:
- Группа Solenopsis saevissima species-group
  - Муравей огненный импортный красный[7] (Solenopsis invicta Buren, 1972, англ. Red imported fire ant, RIFA)
  - Тропический огненный муравей (Solenopsis geminata Fabricius, 1804)
  - Чёрный огненный муравей (Solenopsis richteri Forel, 1909, англ. Black imported fire ant)
  - Муравей-соленопсис древесный[7] (Solenopsis xyloni McCook, 1879, англ. Southern fire ant)
  - Solenopsis metallica
- Комплекс видов nigella species complex[2]
  - Solenopsis andina, S. gensterblumi, S. macrops, S. nigella, S. oculata, S. photophila, S. schilleri
- Группа Solenopsis geminata species-group (бывшие подрод Solenopsis, огненные муравьи и Labauchena)
  - Solenopsis geminata
  - Комплекс видов virulens species complex
    - Solenopsis virulens

  - Комплекс видов globularia species complex
  - Комплекс видов nigella species complex
  - Комплекс видов wasmannii species complex
  - Комплекс видов pygmaea species complex (Diplorhoptrum)
  - Комплекс видов brevicornis species complex (Diplorhoptrum)
  - Комплекс видов stricta species complex (Diplorhoptrum)
  - Комплекс видов molesta species complex (Diplorhoptrum)
  - Комплекс видов fugax species complex (Diplorhoptrum)
    - Solenopsis fugax
    - Solenopsis germaini
    - Solenopsis johnsoni
    - Solenopsis krockowi
    - Solenopsis melina
    - Solenopsis orestes
    - Solenopsis patagonica
    - Solenopsis pilosula
    - Solenopsis pergandei
    - Solenopsis rugiceps
    - Solenopsis tetracantha
    - Solenopsis thoracica
    - Solenopsis vinsoni
    - Solenopsis westwoodi
- Solenopsis juliae